# 달성습지
달성습지는 대구광역시 달성군 화원읍 구라리 일대에 분포하는 습지. 넓게는 달서구 파호동과 경상북도 고령군 다산면 호촌리, 달성군 화원읍 구라리 일대에 걸쳐 분포한다. 달성습지는 낙동강, 금호강, 진천천, 대명천이 합류하는 곳에 위치한 범람형 습지로, 주변에는 충적 저지대와 범람원이 형성되어 있는 독특한 생태 환경을 이루고 있다.

## 역사
달성습지는 2000년 이전까지만 해도 흑두루미와 재두루미의 도래지로서 우수한 습지생태계를 유지하고 있었으나, 인근 공단 개발로 인해 자연이 심각하게 훼손되었다. 그러나 복원 사업을 통해 생태 섬, 개방형, 수로형 습지를 조성하여 양호한 생태계를 이루고 있으며, 2019년 9월 28일 개관한 달성습지생태학습관은 환경 교육과 달성습지 생태 보전에 기여하고 있다. 2020년 12월부터는 흑두루미 재도래를 위한 생태계 복원 사업도 진행 중이다.

## 자연
달성 습지는 과거 흑두루미 수천 마리가 찾아오는 철새 도래지였으나, 지금은 보기 드문 일이 되었다. 대신 여름에는 황로와 왜가리 같은 백로류가, 겨울에는 고니, 홍머리오리, 청둥오리가 찾아오고 있다. 달성 습지와 인근 대명천 유수지는 환경부 2급 보호 동물인 맹꽁이의 최대 서식지로 유명하다.
이곳에는 노랑어리연, 기생초 같은 습지 식물이 자생하고 있으며, 봄에는 갓, 여름에는 기생초, 가을에는 억새와 갈대가 습지 주변을 채우고 있다. 달성 습지는 국제 자연 보호 연맹에 등록되어 있고, 우포늪과 비교해도 서식 동식물의 개체수가 떨어지지 않아 보존 가치가 높다. 이에 따라 2007년 대구광역시는 달성 습지를 습지 보호 지역 및 야생 동식물 보호 구역으로 지정해 관리하고 있다.

## 교통
대명유수지앞 → 급행7
대명유수지건너 → 급행6
화원역 (지하철 1호선) -> 달성 1번